# گروه جمیرا
گروه جمیرا (به انگلیسی: Jumeirah Group) شرکت گردشگری اماراتی است، که در زمینه ارائه خدمات هتل‌داری، گردشگری، مهمان‌نوازی، سرگرمی و مدیریت رستوران‌های زنجیره‌ای فعالیت می‌کند.
گروه جمیرا در سال ۱۹۹۷ تأسیس شد و در سال ۲۰۰۴ توسط شرکت دبی هولدینگ خریداری گردید. این شرکت در حال حاضر دارای عملیات در کشورهای هند، امارات متحده عربی، کویت، جمهوری خلق چین، اردن، قطر، تایلند، مصر، مراکش، اندونزی، جمهوری آذربایجان و کارائیب می‌باشد.
دفتر مرکزی این گروه در شهر دبی، امارات متحده عربی قرار دارد. از دارایی‌های گروه جمیرا، می‌توان به: برج العرب، مدینه جمیرا و پارک آبی وایلد وادی اشاره کرد.

## نگارخانه

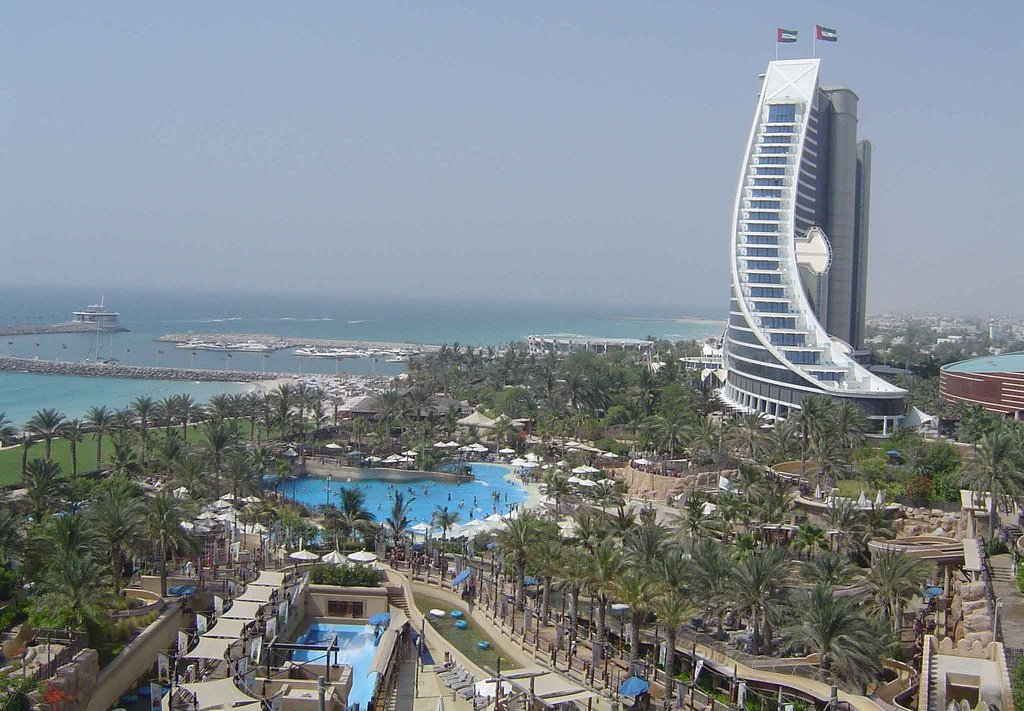
پارک آبی وایلد وادی با هتل جمیرا بیچ در پس زمینه
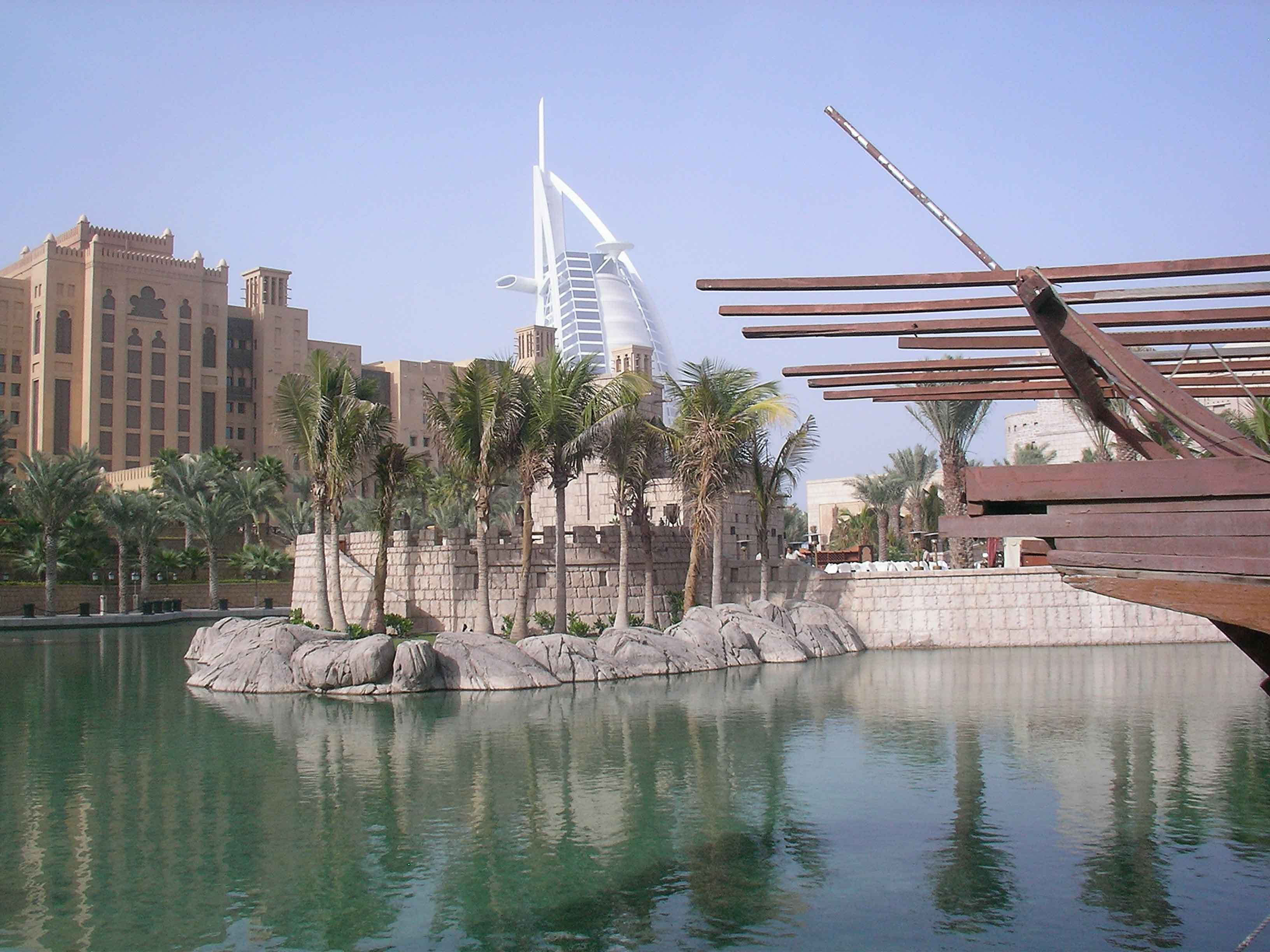